# فرمان خدمت وظیفه اجباری
فرمان خدمت وظیفه اجباری، چُوهِی رِی، گِتسوزِی (به ژاپنی: 徴兵令 ちょうへいれい); قانونی بود که در سال ۱۸۷۳ میلادی توسط دولت در غیاب در دوره اصلاحات میجی صادر شد و خدمت وظیفه عمومی را در کشور ژاپن برقرار کرد.